# Stela Burz
Stela Burz – wapienna stela pierwotnie ustawiona w Tebach, ufundowana przez Ahmose I, pierwszego faraona XVIII dynastii. Zawiera ona opis niszczycielskiej burzy wraz z towarzyszącej jej powodzią, która nastąpiła za jego panowania, a także opis działań faraona w celu naprawy szkód. Tradycyjnie jest datowana na około 1550 rok p.n.e.

## Odkrycie
Odłamane fragmenty steli zostały odnalezione w III pylonie świątyni w Karnaku w Tebach w latach 1947–1951 przez ekspedycję francuską. Pierwotnie stela miała ponad 1,8 m wysokości. Stelę odrestaurował a następnie w 1967 opublikował jej tekst belgijski egiptolog Claude Vandersleyen. Rok później Vandersleyen uzupełnił jeszcze dwa fragmenty, jeden z góry tekstu oraz mały fragment z linii 10, który został odnaleziony przez egipskich archeologów podczas końcowego czyszczenia fundamentów świątyni.
Każda z dwóch stron steli zawierała ten sam napis, dzięki czemu Vandersleyen mógł częściowo odtworzyć oryginalny tekst poprzez porównanie obu stron. W górnej części, po tytułach faraona i recytacji ceremonii religijnych, tekst steli opisuje burzę. Jest to najbardziej zniszczona część steli, w wyniku czego w opisie wydarzeń znajduje się wiele luk. Następnie znajduje się prawie kompletny tekst, który opisuje środki podjęte przez faraona w celu złagodzenia cierpienia ludu i naprawy szkód w Tebach.

## Inskrypcja
Inskrypcja według Karen P. Foster i Roberta K. Ritnera (Texts, Storms, and the Thera Eruption, „Journal of Near Eastern Studies” 55/1 1996, s. 1–14):

Bogowie [sprawili, iż] niebo nadeszło w burzy de[szczu], z ciemnością w zachodnich regionach i niebo będąc rozpętane bez [przerwy, głośniejsze niż] krzyki tłumów, potężniejsze niż [?], [podczas gdy deszcz szalał (?)] w górach głośniej niż szum katarakty, która jest w Elefantynie. Każdy dom, każda dzielnica, którą dosięgły [?] unosząc się na wodzie niczym papirusowe łodzie naprzeciw królewskiej rezydencji przez okres [?] dni, podczas gdy pochodnia nie mogła być rozpalona w Obu Krajach /tj. Górnym i Dolnym Egipcie/. [...] Wtedy poinformowano Jego Majestat o wejściu (wody) na miejsca pochówków, że komory grobowe się zapadły, budowle cmentarne zostały podmyte, a piramidy się zawaliły, będąc uczynione tym czego nigdy nie uczyniono. Wtedy Jego Majestat nakazał odnowić świątynie, które obróciły się w ruinę w tym całym kraju: odmalować posągi bogów, wznieść otaczające je mury, dostarczyć święte przedmioty do szlachetnej komory, zamaskować tajne miejsca, wprowadzić w ich sanktuaria posągi kultowe, które zostały rzucone na ziemię, ustawić paleniska, wznieść stoły ofiarne, (...) przywrócić kraj do jego dawnego stanu.

## Interpretacje
Stela została przebadana ponownie w 2013 roku przez Nadine Moeller i Roberta Ritnera, naukowców z Oriental Institute na Uniwersytecie Chicagowskim. Tekst składający się z 40 linijek jest różnie interpretowany. Zapis o „niebie, które bez przerwy nawiedzała burza, głośniejsza niż ryki tłumu” uważano za metaforyczną relację najazdu Hyksosów na Starożytny Egipt.
Według innych interpretacji jest to realistyczny opis gwałtownego i długotrwałego załamania pogody nad Egiptem, które mogło być wywołane olbrzymią erupcją wulkanu Thera na wyspie Santoryn. Wybuch wulkanu Thera jest uważany za dwukrotnie silniejszy od erupcji Krakatau w 1883. Badania dendrochronologiczne rocznego przyrostu słojów oliwek przeprowadzone w 2006 roku dowiodły, że eksplozja Thery nastąpiła pomiędzy 1621 a 1605 rokiem p.n.e.
Jeśli powiązanie wydarzeń opisanych na Steli Burz jest prawidłowe oznacza to, że stela jest starsza o kilkadziesiąt lat niż ją dotąd datowano. Stąd panowanie faraona Ahmose I również miało miejsce wcześniej niż dotąd obliczano. Ponieważ znacząca część chronologii Starożytnego Bliskiego Wschodu jest ustalona przez archeologów na podstawie przyjętych dat panowania faraonów egipskich ma to również wpływ na datowanie historii Bliskiego Wschodu. Wyniki badań opublikowano na łamach czasopisma Journal of Near Eastern Studies.